# Someone (Axis)
"Someone" is een nummer van de Griekse band Axis. Het nummer verscheen op hun gelijknamige album uit 1972. Dat jaar werd het nummer uitgebracht als de tweede single van het album.

## Achtergrond
"Someone" is geschreven door Guy Fletcher en Doug Flett. Waar de band normaal gesproken progressieve rockmuziek maakte, werd dit nummer in een barokarrangement gestoken. Het nummer werd opgenomen in de studio van Disques Barclay in Parijs. Het was voor de band hun tweede hit van het jaar, na "Ela Ela". Het bereikte in Nederland de derde plaats in de Top 40 en de tweede plaats in de Daverende Dertig, en kwam in Vlaanderen tot plaats 21 in een voorloper van de Ultratop 50. Bij Radio Noordzee Internationaal werd de single uitgeroepen tot Treiterschijf. Ter promotie van de single trad de band op in het televisieprogramma Toppop in de uitzending van 12 augustus 1972.

## Hitnoteringen

### Nederlandse Top 40
| Hitnotering: 12-08-1972 t/m 21-10-1972 | Hitnotering: 12-08-1972 t/m 21-10-1972 | Hitnotering: 12-08-1972 t/m 21-10-1972 | Hitnotering: 12-08-1972 t/m 21-10-1972 | Hitnotering: 12-08-1972 t/m 21-10-1972 | Hitnotering: 12-08-1972 t/m 21-10-1972 | Hitnotering: 12-08-1972 t/m 21-10-1972 | Hitnotering: 12-08-1972 t/m 21-10-1972 | Hitnotering: 12-08-1972 t/m 21-10-1972 | Hitnotering: 12-08-1972 t/m 21-10-1972 | Hitnotering: 12-08-1972 t/m 21-10-1972 | Hitnotering: 12-08-1972 t/m 21-10-1972 | Hitnotering: 12-08-1972 t/m 21-10-1972 |
| Week                                   | 1                                      | 2                                      | 3                                      | 4                                      | 5                                      | 6                                      | 7                                      | 8                                      | 9                                      | 10                                     | 11                                     |                                        |
| -------------------------------------- | -------------------------------------- | -------------------------------------- | -------------------------------------- | -------------------------------------- | -------------------------------------- | -------------------------------------- | -------------------------------------- | -------------------------------------- | -------------------------------------- | -------------------------------------- | -------------------------------------- | -------------------------------------- |
| Nummer                                 | 32                                     | 10                                     | 8                                      | 4                                      | 3                                      | 3                                      | 5                                      | 14                                     | 25                                     | 32                                     | 40                                     | uit                                    |

### Daverende Dertig
| Hitnotering: 12-08-1972 t/m 07-10-1972 | Hitnotering: 12-08-1972 t/m 07-10-1972 | Hitnotering: 12-08-1972 t/m 07-10-1972 | Hitnotering: 12-08-1972 t/m 07-10-1972 | Hitnotering: 12-08-1972 t/m 07-10-1972 | Hitnotering: 12-08-1972 t/m 07-10-1972 | Hitnotering: 12-08-1972 t/m 07-10-1972 | Hitnotering: 12-08-1972 t/m 07-10-1972 | Hitnotering: 12-08-1972 t/m 07-10-1972 | Hitnotering: 12-08-1972 t/m 07-10-1972 | Hitnotering: 12-08-1972 t/m 07-10-1972 |
| Week                                   | 1                                      | 2                                      | 3                                      | 4                                      | 5                                      | 6                                      | 7                                      | 8                                      | 9                                      |                                        |
| -------------------------------------- | -------------------------------------- | -------------------------------------- | -------------------------------------- | -------------------------------------- | -------------------------------------- | -------------------------------------- | -------------------------------------- | -------------------------------------- | -------------------------------------- | -------------------------------------- |
| Nummer                                 | 24                                     | 13                                     | 5                                      | 4                                      | 2                                      | 3                                      | 6                                      | 12                                     | 19                                     | uit                                    |

### NPO Radio 2 Top 2000
| Nummer met noteringen in de NPO Radio 2 Top 2000 | '99 | '00 | '01 | '02 | '03 | '04 | '05  | '06  | '07  | '08  | '09  | '10  |
| ------------------------------------------------ | --- | --- | --- | --- | --- | --- | ---- | ---- | ---- | ---- | ---- | ---- |
| Someone                                          | 753 | 375 | 704 | 582 | 877 | 958 | 1123 | 1332 | 1555 | 1131 | 1657 | 1620 |

1. ↑  Een vetgedrukt getal geeft de hoogste notering aan.
2. ↑  Deze tabel is bijgewerkt tot en met de laatste editie (2024).